# Papstbesuch in Osttimor 2024

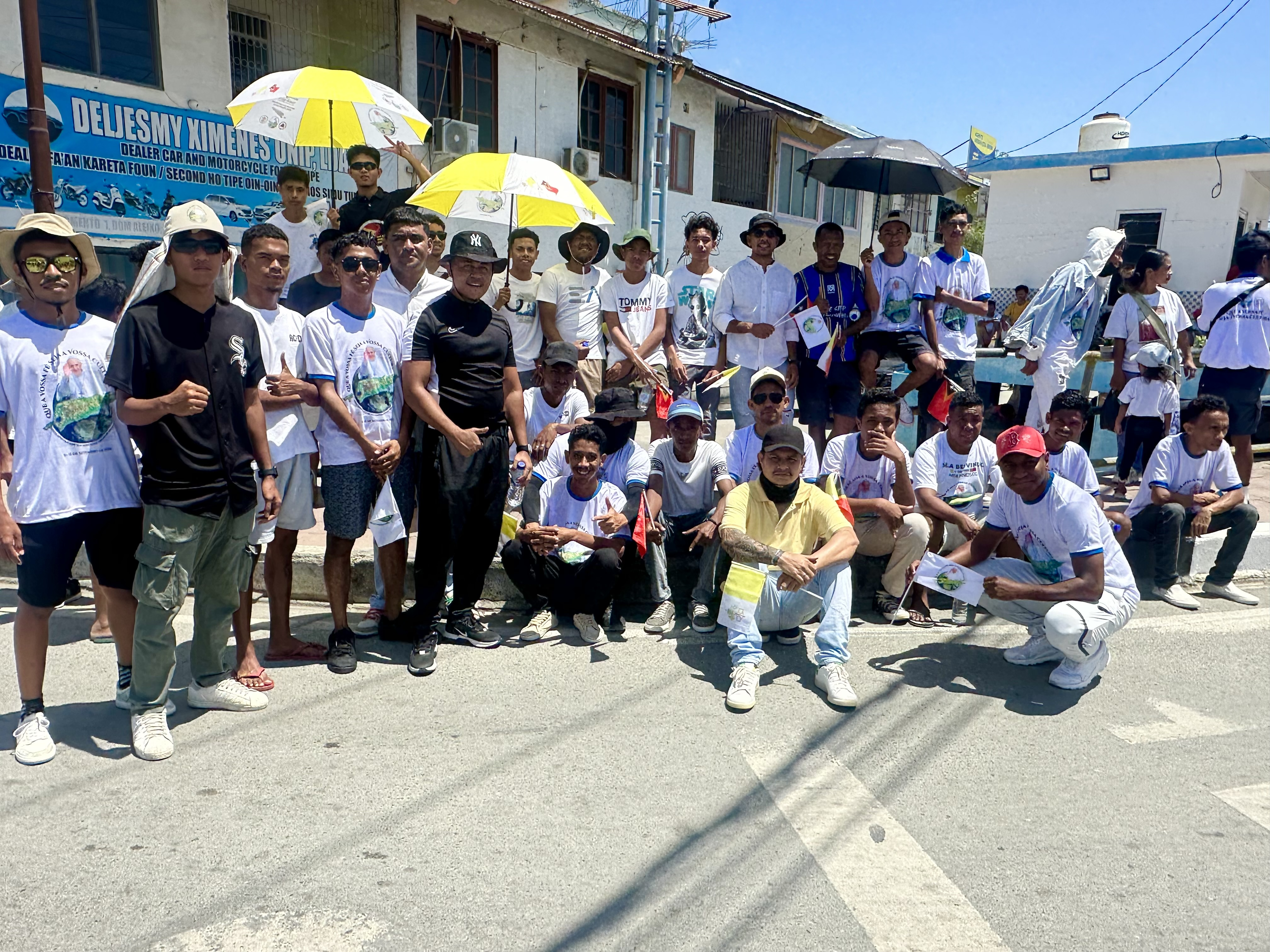
Jugendliche aus dem Stadtteil Fomento III heißen den Papst willkommen (9. September)

Der Papstbesuch in Osttimor 2024 vom 9. bis 11. September war Teil der 47. apostolischen Reise von Franziskus und der zweite Besuch eines Papstes in Osttimor. Zuvor besuchte Papst Franziskus das indonesische Jakarta und Papua-Neuguinea. Nach Osttimor folgte als vierte Station Singapur.

## Hintergrund

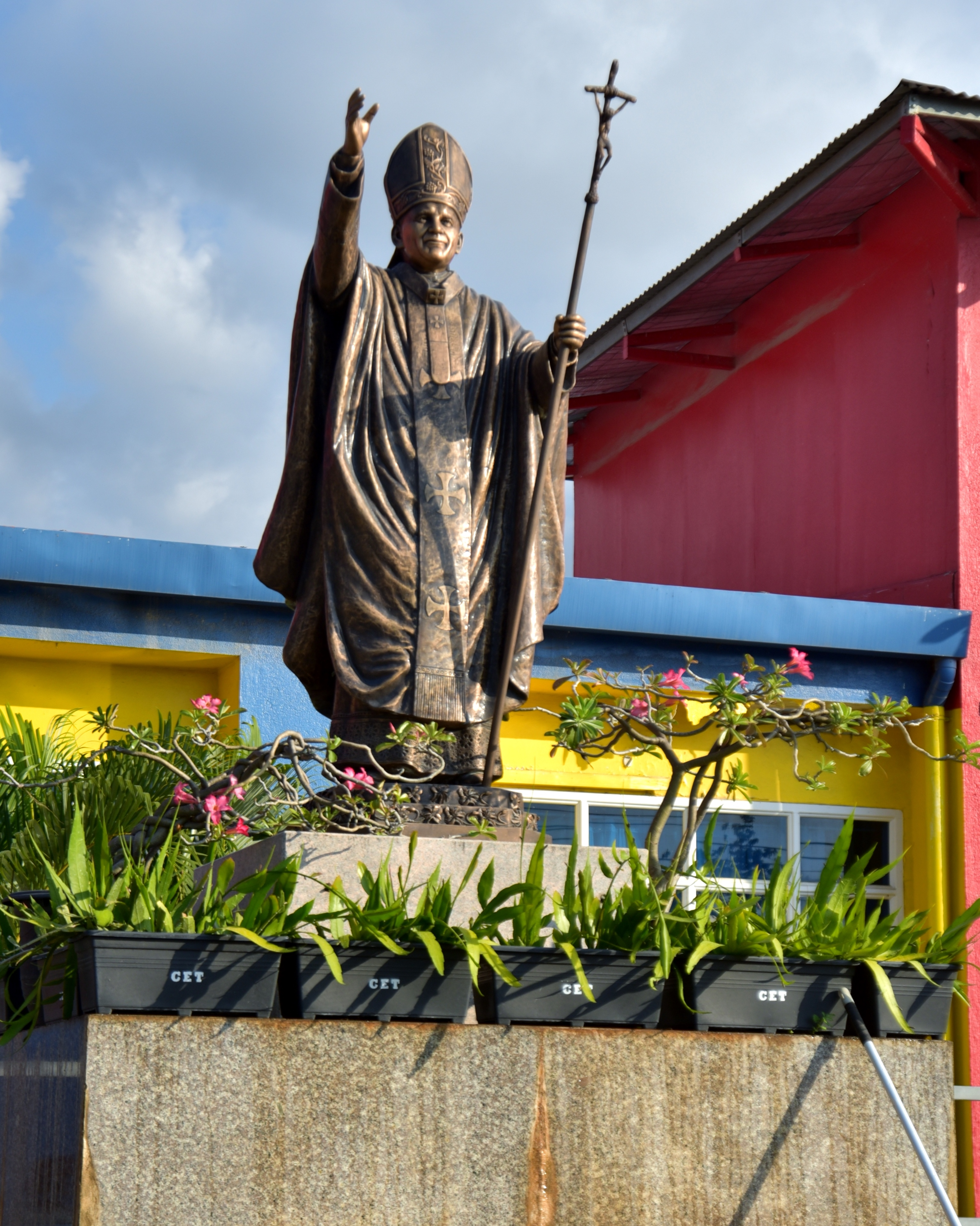
Statue von Johannes Paul II. bei der nach ihm benannten Universidade Católica Timorense São João Paulo II.

Osttimor befand sich zwischen 1975 und 1999 unter indonesischer Besatzung. Infolge der Okkupation kamen fast 200.000 Menschen ums Leben (etwa ein Fünftel der Bevölkerung). Die römisch-katholische Kirche in Osttimor unterstützte die Timoresen in ihrem Unabhängigkeitsbestreben und gewann dadurch an Sympathie in der Bevölkerung. Von etwa 30 Prozent stieg der Anteil der Katholiken in der Bevölkerung bis 1990 auf etwa 80 %. 1989 besuchte Papst Johannes Paul II. Osttimor. Allgemein hatte Johannes Paul II. erklärt, dies sei ein pastoraler, aber kein politischer Besuch. Als er aus dem Flugzeug stieg, hatte er nicht den Boden geküsst, wie er es zu tun pflegte, wenn er ein neues Land betrat. Bei Beginn seiner Messe vor 100.000 Zuschauern in Tasitolu kniete Johannes Paul II. aber nieder und küsste ein Kruzifix, das auf einem Kissen auf dem Boden lag. Auch wenn ein Vatikansprecher dies als normalen Teil der Messe bezeichnete, sahen einige darin eine Anerkennung Osttimors. Die Zuschauer konnten aus ihrer Position das Kruzifix nicht erkennen, so dass die Menschenmenge jubelte, als der Papst wieder aufstand. Zudem nutzten Unabhängigkeitsaktivisten die Anwesenheit der internationalen Presse um Transparente zu entfalten, die für die Selbstbestimmung Osttimors warben und gegen Menschenrechtsverletzungen protestierten. Seit dem Besuch wird Johannes Paul II. sehr verehrt. Eine sechs Meter hohe Statue erinnert in Tasitolu an ihm und unter anderem ist eine Universität, die Universidade Católica Timorense São João Paulo II., nach Johannes Paul II. benannt.
Bei der Volkszählung 2022 betrug der Anteil der Katholiken 97,47 %. Damit hat Osttimor als Land den höchsten Bevölkerungsanteil an Katholiken (und Christen) nach der Vatikanstadt. Neben Osttimor haben in Asien nur die Philippinen eine katholische Bevölkerungsmehrheit.

## Vorbereitungen

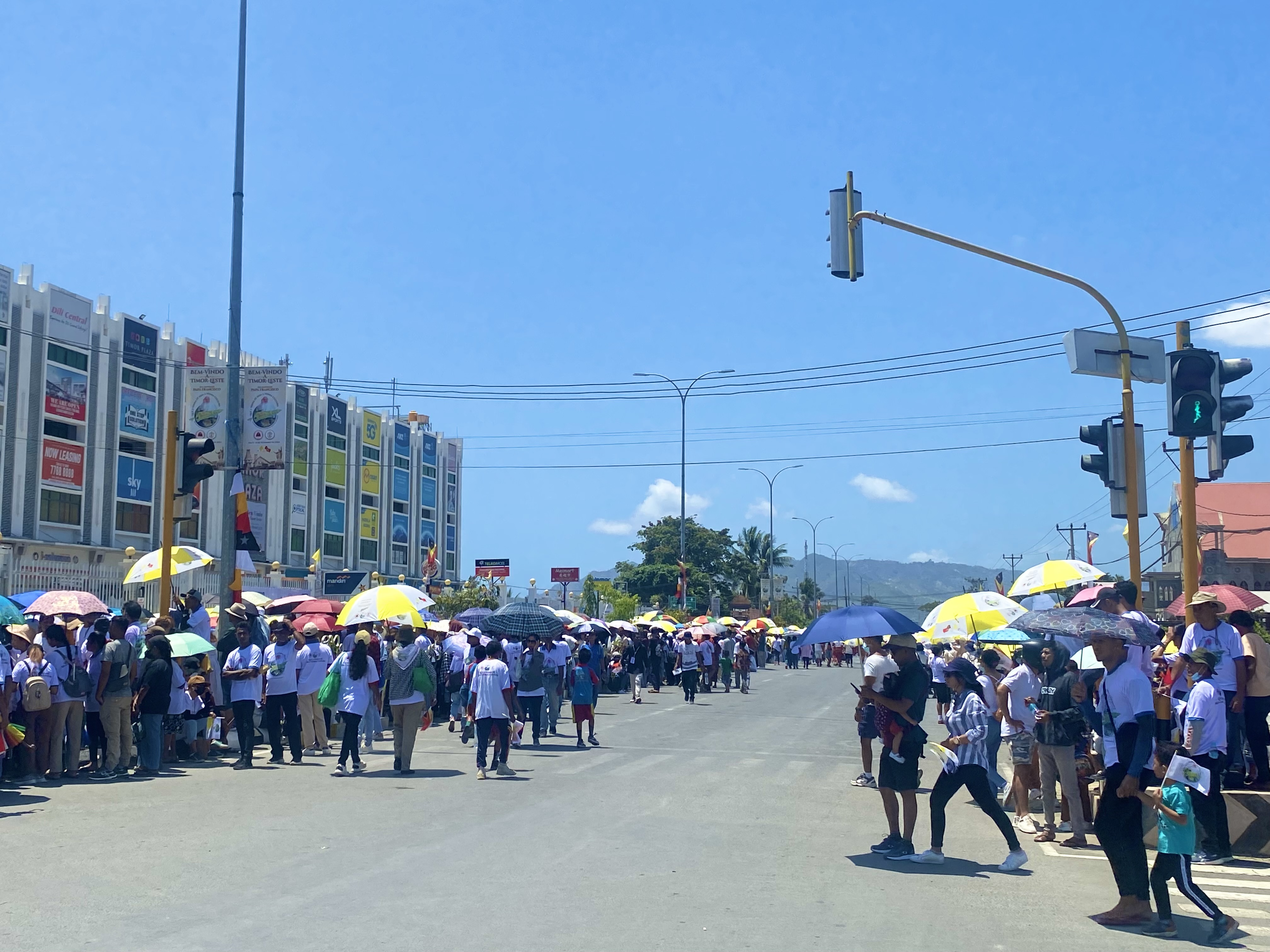
Gläubige am Timor Plaza
(9. September)

Insgesamt brachte die Regierung Osttimors 12 Millionen US-Dollar für den Papstbesuch auf. Laut einer Kritikerin des Timor-Leste Institute for Development Monitoring and Analysis betrug das Jahresbudget im Staatshaushalt für die Steigerung der Lebensmittelproduktion nur 4,7 Millionen US-Dollar. Osttimor leidet in der Trockenzeit immer wieder unter Nahrungsmittelknappheiten. Viele Kinder zeigen Anzeichen von Mangelernährung.
Der Müll auf den Straßen Dilis wurde beseitigt. Handyaufnahmen, die im Netz kursierten, zeigten, wie am 3. September Straßenhändler im Ortsteil Kampung Baru von Sicherheitsbeamten brutal aus dem Weg geräumt wurden. Die Beamten sollen auch einen Journalisten bedroht haben, der über den Vorfall berichten wollte. Eine weitere wurde kurzzeitig verhaftet und auf die örtliche Polizeistation gebracht.
Für eine Million US-Dollar wurde in Tasitolu ein Altar auf einem Podest errichtet und eine Fläche von 23 Hektar (etwa 40 Fußballfelder) für die große Messe vorbereitet. Für Kritik sorgte die Vertreibung von 90 Bewohnern von Tasitolu, deren Häuser von Bulldozern abgerissen wurden. Die Regierung erklärte, dass sie den elf Familien Entschädigungen zwischen 7000 und 10.000 US-Dollar gezahlt hätte und die Zwangsräumung nicht im Zusammenhang mit dem Papstbesuch stehe. Das Gebiet von Tasitolu war im Jahr 2000 zum Friedenspark und Schutzgebiet erklärt worden, doch im Laufe der folgenden Jahre siedelten sich um die drei Seen zahlreiche Familien illegal an. Bereits im September 2023 wurde den Bewohnern des Viertels eine Räumung angekündigt. Nach dem Papstbesuch sollen weitere 1300 Familien wieder von dem Land vertrieben werden.
Die drei Tage des Papstbesuchs erklärte die Regierung zu nationalen Feiertagen.

## Ablauf des Besuchs

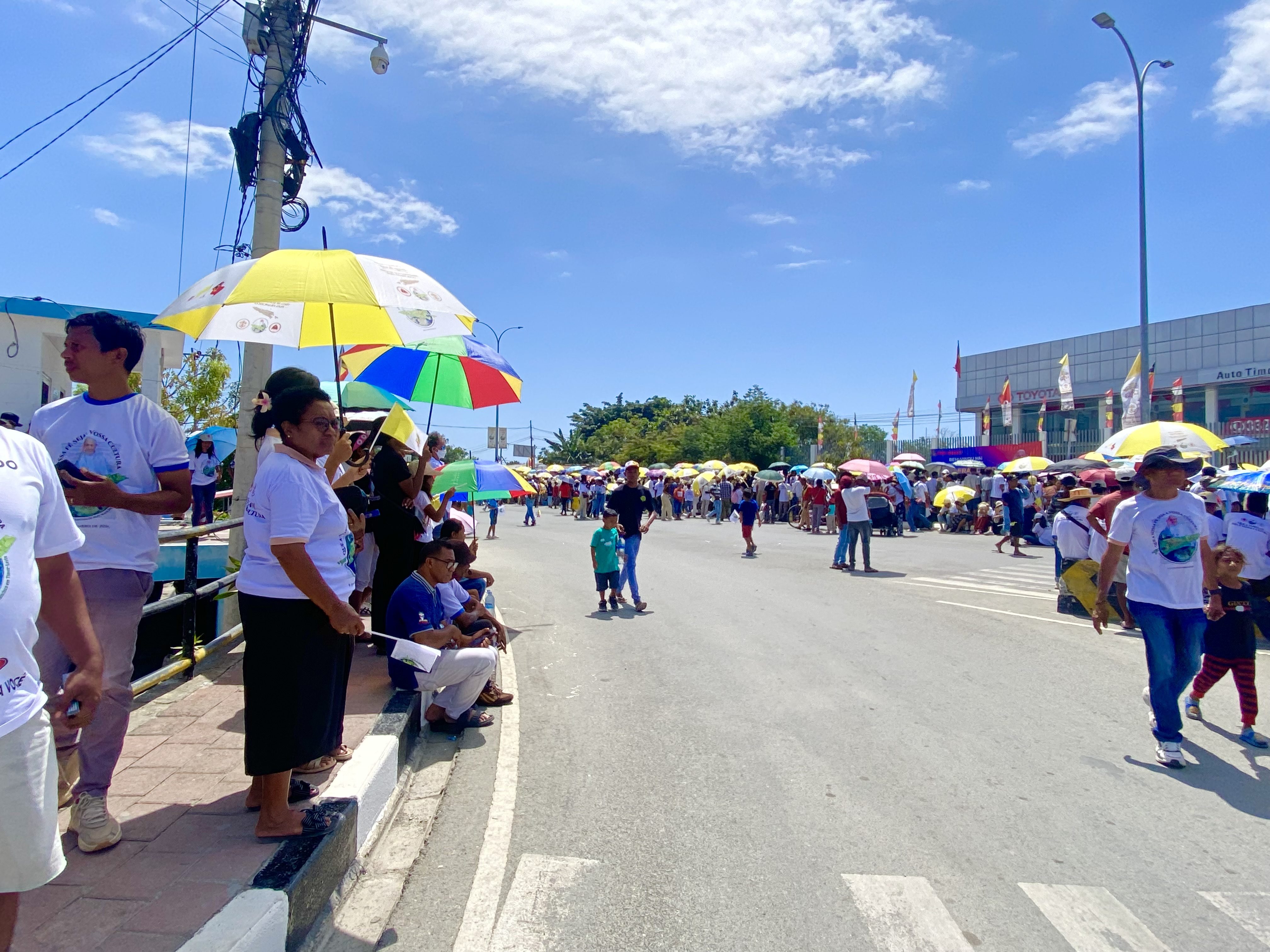
Zuschauer sammeln sich an der Straße, um den Papst zu sehen
(9. September)

Franziskus landete Montag, den 9. September 2024, um 14:20 Uhr auf dem Flughafen Presidente Nicolau Lobato, an Bord eines Sonderfluges der papua-neuguineischen Air Niugini von Port Moresby nach Dili. Er wurde von Präsident José Ramos-Horta, Premierminister Xanana Gusmão und zwei Kindern in timoresischer Tracht begrüßt, die ihm einen Tais überreichten, das traditionelle Webtuch des Landes. Es folgte ein kurzes Gespräch in der VIP-Lounge.
Der Papst bezog seine Unterkunft in der Nuntiatur. Am Nachmittag fand der offizielle Empfang durch Präsident Ramos-Horta im Präsidentenpalast statt. Hier lobte Franziskus auf seiner Muttersprache Spanisch in seiner ersten Rede die Bemühungen Osttimors um Aussöhnung mit Indonesien. Am Abend kehrte er in die Nuntiatur zurück.
Am nächsten Tag besuchte Franziskus die Schule für behinderte Kinder Irmãs Alma, wo er aus dem Stegreif eine Rede in Spanisch hielt. Hierbei erklärte er, dass behinderte Kinder zu Lehrmeistern der Liebe und Fürsorge für andere werden könnten. Es folgte ein Treffen mit den osttimoresischen Bischöfen und weiteren Kirchenvertretern des Landes, um sich über das Leben der Kirche vor Ort zu informieren. Eine Ordensfrau sagte: „Osttimor ist eine Oase der Priester- und Ordensberufe. Und es konnte Gott sei Dank auch Ordensmänner und -frauen aussenden, um anderen Regionen der Welt zu helfen. Wir sind ein gesegnetes Gebiet, in dem die Mehrheit der Bevölkerung Kinder, Jugendliche und junge Menschen sind. Daher ist die Zukunft der Kirche und der Nation hell und vielversprechend.“ Der pensionierte Katechist Florentino de Jesus Martins verwies aber auch auf die Schwierigkeiten im Land, so die fehlenden Transportmittel und widrige Wetterumstände. Der Priester Sancho Amaral erzählte dem Papst, wie er in der Besatzungszeit den militärischen Kommandanten der Unabhängigkeitsbewegung im Auto durch indonesische Kontrollen schmuggelte. Der Versteckte war Xanana Gusmão, der jetzige Premierminister. Franziskus griff in seiner Rede vor den Kirchenleuten in der Kathedrale von Dili die Geschichte von Maria von Bethanien auf, die die Füße Jesu mit einem kostbaren Öl salbte (Joh 12,1-11). Diesen „Duft des Evangeliums“ sollten die Priester und Katecheten nun bewahren. „Wir müssen immer wieder zurückkehren zum Ursprung des empfangenen Geschenks unseres Christseins, unseres Priesterseins, unseres Lebens als Ordensleute und Katecheten […] Meine Lieben, ihr seid der Wohlgeruch Christi! Und dieses Symbol ist euch nicht fremd. Hier in Timor wächst Sandelholz im Überfluss, mit seinem Duft, der auch bei anderen Völkern und Nationen sehr geschätzt und begehrt ist […] Ihr seid der Duft des Evangeliums in diesem Land.“ Auch Osttimor bräuchte einen „neuen Schwung bei der Evangelisierung“. Franziskus nannte den „Duft der Versöhnung und des Friedens nach den leidvollen Jahren des Krieges“, den „Duft des Mitgefühls, der den Armen hilft, wieder auf die Beine zu kommen“, und den „Duft der Gerechtigkeit gegen die Korruption“.

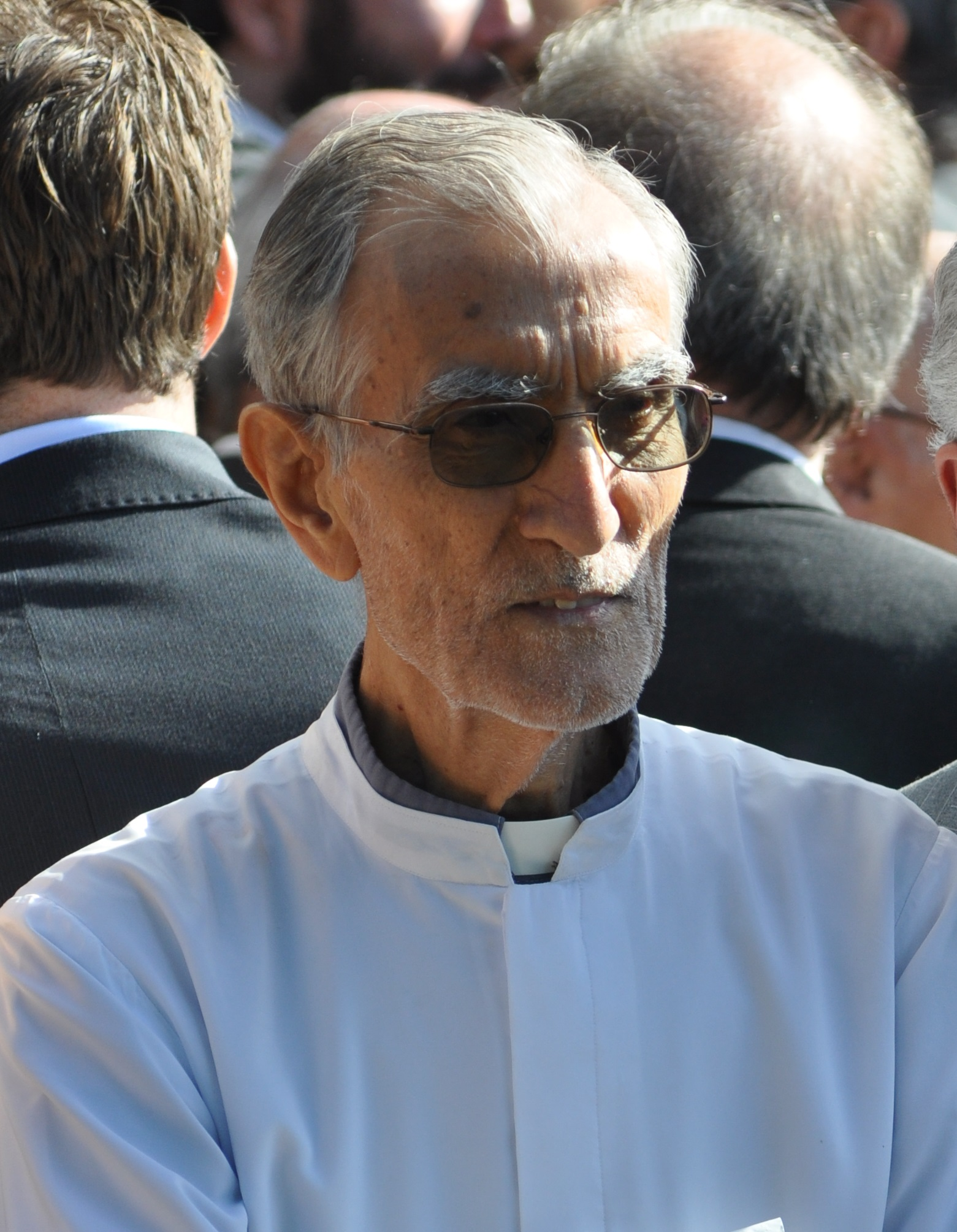
João Felgueiras (2011)

In der Nuntiatur traf Franziskus 41 Mitglieder des Jesuitenordens aus Osttimor, Vietnam, Malaysia und den Philippinen, dem auch der Papst angehört. Unter ihnen war auch der 103-jährige Pater und Missionar João Felgueiras. Papst Franziskus ging gleich bei seiner Ankunft auf ihn zu und dankte dem Pater für sein Wirken in Osttimor. Fast eine Stunde sprach der Papst mit den Jesuiten unter Ausschluss der Öffentlichkeit. Nach Aussagen eines Jesuiten betonte der Papst die Notwendigkeit, dass das Evangelium inkulturiert, und die Kultur der jeweiligen Länder evangelisiert werden müsse.

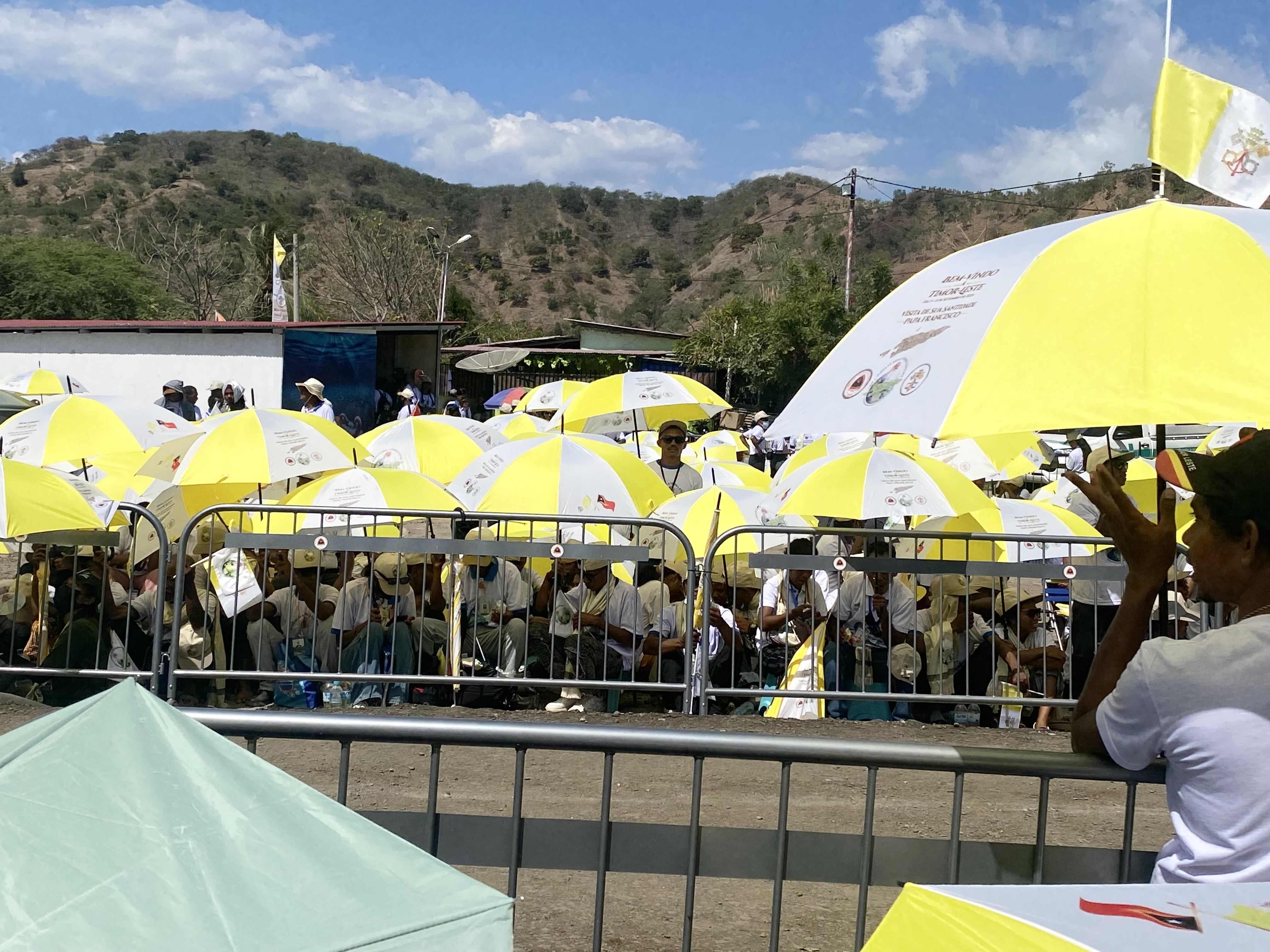
Während der Messe war Tasitolu ein einziges Meer aus weiß-gelben Sonnenschirmen

Höhepunkt des Besuchs war eine Messe unter freiem Himmel in Dilis Stadtteil Tasitolu, wo auch Johannes Paul II. seine Messe gehalten hatte. Etwa 600.000 Menschen nahmen an der Veranstaltung teil, was etwa dem Doppelten der Einwohner der Landeshauptstadt und fast der Hälfte der Landesbevölkerung entsprach. Bereits ab 5 Uhr morgens kamen die Gläubigen zum Veranstaltungsort, obwohl der Zugang erst später geöffnet wurde. An die Zuschauer wurden weiß-gelbe Schirme verteilt, um sie vor der Sonne zu schützen. Es herrschten Temperaturen von 30 °C. Weiße T-Shirts, die verteilt worden waren, trugen den Schriftzug „Möge dein Glaube deine Kultur sein.“
Ab 7 Uhr zogen die Pilger ein. Polizei, Soldaten und Freiwillige koordinierten den Einlass. 164.777 Pilger waren registriert und wurden den Landesgemeinden nach im Innenbereich des Geländes aufgeteilt. Sie kamen aus allen Regionen Osttimors und auch dem benachbarten Teil Indonesiens, in dem es ebenfalls viele Katholiken gibt. Bereits um 10 Uhr waren rund 600.000 Menschen auf den Straßen. Um die Mittagszeit wurde von den Pilgern das Angelusgebet gesprochen. Um 15:30 Uhr leiteten Priester und Nonnen das Rosenkranzgebet, gefolgt vom Ave Maria. Bei der Ankunft des Papstes jubelten die Zuschauer. Timoresen überreichten traditionelle Geschenke, wie einen Tais, während ein Büffelhorn (Karau dikur) den Einzug zum Altar verkündete.
Um 16:30 Uhr begann die Messe. Gehalten wurde sie in Portugiesisch mit Auszügen in Spanisch. Die Gebete wurden in sechs der Nationalsprachen Osttimors gehalten: Mambai, Makasae, Bunak, Galoli, Baikeno und Fataluku. Der Papst sprach von Armut und Reichtum und lobte die lebendige Jugend Osttimors, die ein Symbol der Hoffnung und der Erneuerung sei. Aber auch auf die Alten solle man schauen, denn sie seien das Gedächtnis des Landes.
Am Ende der Messe deutete der Papst in einer Inkulturation die beiden timoresischen Schmuckstücke Kaibauk und Belak in einem christlichen Sinne. Die Kaibauk, die zwei Büffelhörner symbolisiert, bedeute Energie und Wärme und könne „die lebensspendende Kraft Gottes darstellen“. Weil die Kaibauk als Krone am Kopf getragen wird, zeige es, „dass auch wir mit dem Licht des Wortes Gottes und mit der Kraft seiner Gnade durch unsere Entscheidungen und Handlungen am großen Heilsplan mitwirken können.“ Das Belak wird auf der Brust getragen und ergänze das erste. Es erinnere laut Franziskus an den Mondschein, „der in der Nacht das Licht der Sonne bescheiden reflektiert“. Das Belak stehe für Frieden, Fruchtbarkeit, Sanftheit und mithin für „die Zärtlichkeit der Mutter, die mit dem zarten Widerschein ihrer Liebe alles, was sie berührt, mit demselben Licht erstrahlen lässt, das sie von Gott empfängt.“ Mit diesen beiden Eigenschaften interpretierte der Papst, „Kraft und Zärtlichkeit von Vater und Mutter“, zeige Gott „sein Königtum, das aus Liebe und Barmherzigkeit besteht“.
Franziskus beendete die Veranstaltung mit dem Rat, die Osttimoresen sollten sich nicht wie von „Krokodilen“ ihre Kultur und ihre Geschichte wegschnappen lassen, und wünschte ihnen Frieden. Das gute Krokodil aus dem Entstehungsmythos der Insel ist das Nationaltier Osttimors. Da Krokodile nicht gejagt werden, nahm ihre Zahl in den letzten Jahren zu und es kommt vermehrt zu Angriffen auf Menschen. Danach kehrte Franziskus für die Nacht wieder in die Nuntiatur zurück. Später erklärte der Papst, dass er vor „Krokodilen“ an den Ufern der Insel habe warnen wollen, die von außen neue Ideen bringen und die Harmonie der Timoresen zerstören würden.
Am 11. September traf Franziskus am Morgen im Centro de Convenções de Díli (CCD) auf Jugendliche zum Gespräch. 1000 von ihnen waren im Saal, weitere 2000 hatten sich vor dem Zentrum versammelt. Der Papst rief die jungen Leute auf, „große Dinge“ zu träumen und „Krach zu schlagen“. Er warnte vor den Gefahren durch Alkohol, Drogen und einer Versklavung durch das Handy und forderte auf, keine Gewalt auszuüben; Probleme, die unter der osttimoresischen Jugend weit verbreitet sind. „Seid Geschwister und nicht Feinde,“ sagte der Papst. Auch zum Frieden zwischen den verschiedenen Religionen rief der Papst auf.
Gegen Mittag bestieg Franziskus den Airbus der Aero Dili für den Weiterflug nach Singapur. Die einzige Maschine der Gesellschaft erhielt für den Flug den Namen São Miguel Arcanjo (Erzengel Michael). Um 12.25 Uhr Ortszeit hob die Maschine ab.

## Geschehen am Rande und Fazit

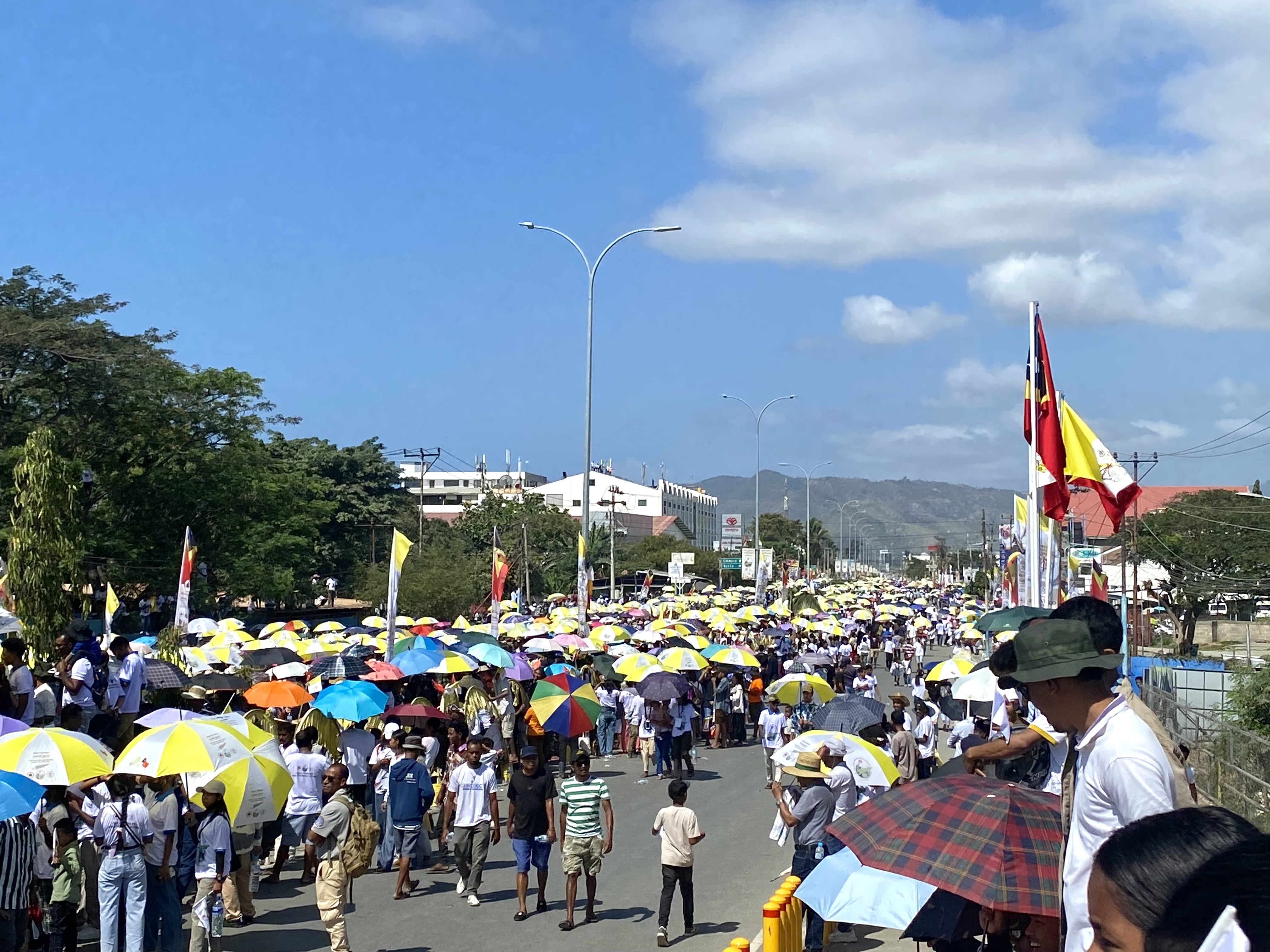
Gläubige am Straßenrand
(9. September)

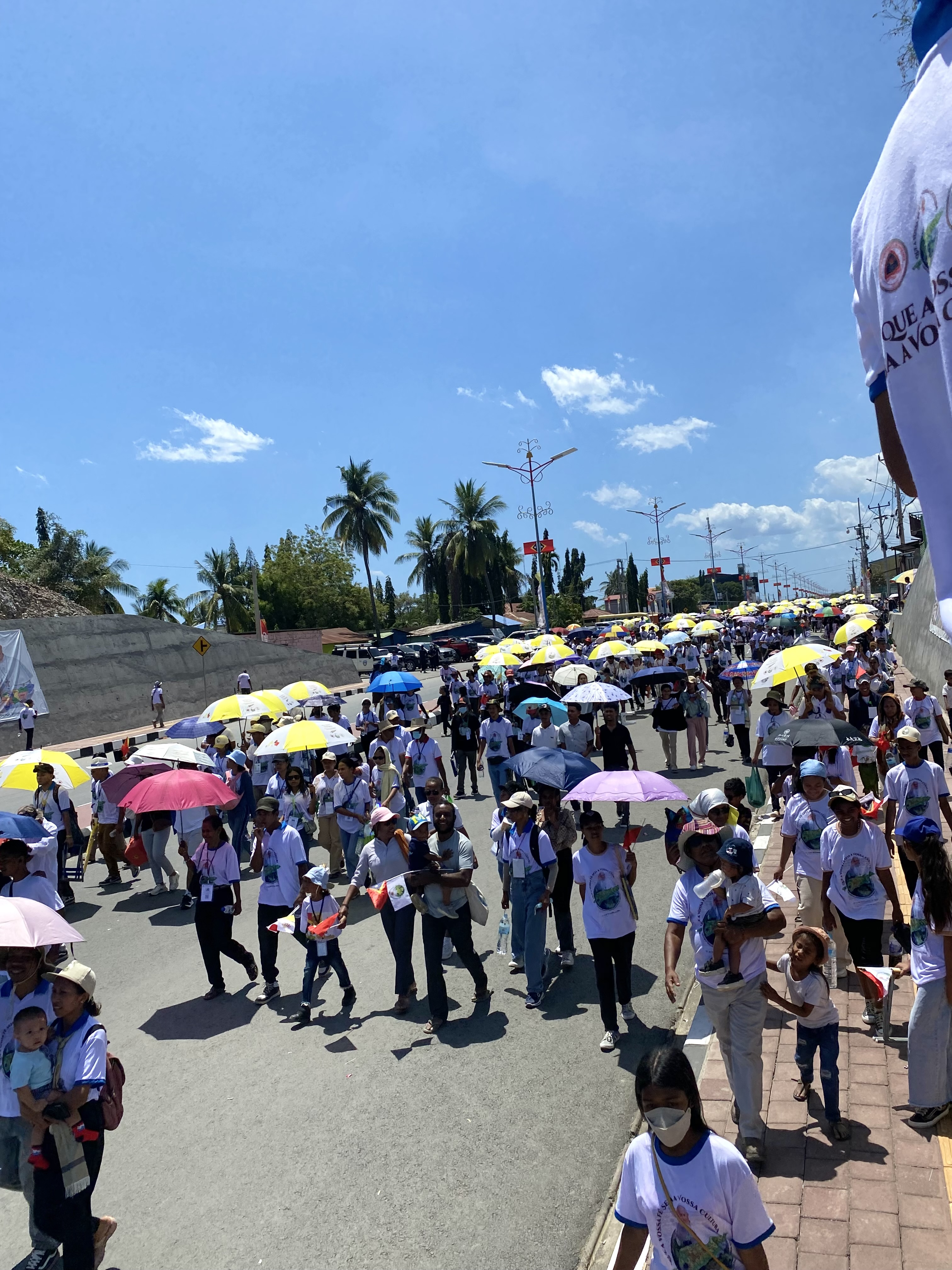
Pilger auf dem Weg zur Messe
(10. September)

Am 9. September entfalteten Aktivisten in der Rua dos Direitos Humanos (deutsch Straße der Menschenrechte) bei der Vorbeifahrt von Papst Franziskus eine Westpapua-Flagge. Es ertönten Rufe „Viva Il Papa“ (deutsch Es lebe der Papst) und „Viva Papua“ (deutsch Es lebe Papua). Das Zeigen der Flagge ist in Osttimor – im Gegensatz zum Nachbarland Indonesien – nicht verboten, doch kam es im Vorfeld des Papstbesuchs zu einem Vorfall zwischen Unterstützern der Unabhängigkeitsbewegung Westpapuas und der Polizei. Die Region wurde 1963, wie später auch Osttimor, von Indonesien besetzt und annektiert. Noch immer kommt es dort zu Kämpfen und schweren Menschenrechtsverletzungen. In der Woche vor dem Besuch war der Menschenrechtler Nelson Roldão am Flughafen Dilis vorläufig festgenommen, nachdem er Unabhängigkeitsaktivisten aus Westpapua am Flughafen verabschiedet hatte. Die Polizei beschlagnahmte seine Tasche mit einer Westpapua-Flagge, zwei Banner, Büchern und einen Laptop. Das Propagandamaterial wurde ihm bei seiner Freilassung nicht zurückgegeben. Die Verhaftung stieß auf Unverständnis, da in Osttimor viel Solidarität für Westpapua herrscht. Die Regierung Osttimors hatte aber Warnungen erhalten und die Westpapua-Bewegung im Vorfeld des Papstbesuchs als Sicherheitsbedrohung eingestuft. Franziskus hatte auf seiner Reise nur nebenbei das Thema bei seinem Besuch der Moschee in Jakarta erwähnt. Seine Aussage „Ihr seid ja das Land mit der womöglich größten Goldmine der Welt“ wurde von Beobachtern als versteckte Anspielung auf Westpapua gedeutet, wo sich diese Mine befindet.
Eine Gruppe von Aktivisten aus Dili, die eine Unabhängigkeit Westtimors von Indonesien und eine spätere Vereinigung eines Groß-Timor fordern, zeigte eine Flagge, die eine „Republik Westtimor“ darstellen sollte. Die Flagge wurde kurzzeitig von Polizisten beschlagnahmt, dann aber den Aktivisten zurückgegeben.
Papst Franziskus lobte während seines gesamten Besuchs die hohe Fruchtbarkeitsrate in Osttimor: „In Osttimor ist es schön, weil es dort viele Kinder gibt: Ihr seid ein junges Land, in dem man in jeder Ecke das Leben pulsieren und explodieren spürt. Und das ist ein Geschenk, ein großes Geschenk: Die Anwesenheit von so viel Jugend und so vielen Kindern erneuert nämlich ständig unsere Energie und unser Leben. Aber noch mehr ist es ein Zeichen, denn den Kindern, den Kleinen, Raum zu geben, sie aufzunehmen, sich um sie zu kümmern und uns vor Gott und den anderen klein zu machen, sind genau die Haltungen, die uns für das Handeln des Herrn öffnen.“
Nicht angesprochen hat Franziskus die Fälle des sexuellen Missbrauchs von Kindern, zu denen es auch in Osttimor kam. So wurden 2022 gegen den früheren Bischof Dilis Carlos Filipe Ximenes Belo Vorwürfe öffentlich. 2019 hatte der Vatikan bereits von den Anschuldigungen erfahren und 2020 disziplinarische Strafen gegen ihn verhängt. Unter anderem darf Belo das Kloster in Portugal, in dem er nun lebt, nicht verlassen. Strafrechtlich wurde er nicht belangt. 1996 hatte Belo, zusammen mit dem jetzigen Präsidenten Ramos-Horta, den Friedensnobelpreis bekommen und wird in Osttimor noch immer als Held der Unabhängigkeit verehrt.
Osttimors Kardinal Virgílio do Carmo da Silva zog eine positive Bilanz des Papstbesuchs. Es sei ein historisches Ereignis und ein Fest für die Katholiken gewesen. Franziskus habe den Gläubigen verdeutlicht, dass sie „Katholiken mit eigener Identität“ seien, „egal wie klein das Land ist.“ Der Papst sei wiederum vom starken Glauben der Timoresen sehr bewegt gewesen.
Nach der Nachricht vom Tode von Franziskus am 21. April 2025 versammelten sich zahlreiche Osttimoresen auf dem Gelände der großen Messe in Tasitolu und entzündeten Tausende von Kerzen. Am Tag der Beisetzung von Franziskus versammelten sich zur Gedenkmesse erneut 300.000 Menschen in Tasitolu.